# 宇都宮氏
宇都宮氏（うつのみやうじ）は、武家・士族だった日本の氏族。摂関家藤原北家道兼流を称する大族。下毛野氏、中原氏の流れを汲むともいわれる。

## 出自
藤原氏一族の藤原北家の藤原道兼の曾孫を称する藤原宗円が源頼義・義家の奥州安倍氏討伐（前九年の役）での功により宇都宮（現・栃木県宇都宮市二荒山神社の別称）別当職に任じられ、宗円の孫の宇都宮朝綱から苗字（名字）として宇都宮氏を名のる。しかし『宇都宮市史』や『姓氏家系大辞典』では、宗円を藤原道兼の子孫とするのは後世の仮冒で、宇都宮氏は中原氏の出、あるいは古代の毛野氏の一族で矢田部氏（ないしは車持君）後裔とする。更に近年では『中右記』の記述を根拠としてこれまでの各種系図を否定して宗円は藤原道長の曾孫（3代目の宇都宮朝綱以降に実在の人物である藤原宗円を祖先として仮託した可能性もある）とする指摘もある。

## 宇都宮氏嫡流（下野）
宇都宮氏は下野国が本貫であったため、各地の庶流に対してしばしば下野宇都宮氏といわれることもある。下野国一之宮名神大社であった宇都宮二荒山神社座主および日光山別当職等を務め、紀清両党を率い22代・500年に亘って下野国を治めた。国司や守護も歴任し、現在では戦国大名とも評されている。

### 鎌倉時代
源頼朝をして「関東一の弓取り」と言わしめた宇都宮朝綱は第3代宇都宮氏当主である。また第5代宇都宮頼綱（藤原頼綱）は武人で奥州藤原氏討伐にも功績があったが、鎌倉幕府から謀反の嫌疑をかけられたのを機に法然に帰依して出家、実信房蓮生と号して京に隠棲して宇都宮歌壇を確立した。京都嵯峨野の小倉山麓の庵に住まい、その襖色紙には親交があった藤原定家によって選じられた首歌が書かれ、これが小倉百人一首の起源として伝統文化に受け継がれている。浄土宗を信仰した頼綱は、京常盤、桐生、宇都宮に念仏堂を建立し、現在もそれぞれ入逢山西方寺、梅田山西方寺、芳宮山清巌寺に受け継がれている。頼綱は幕府から許された後の1215年には園城寺（現在の三井寺）再建に尽力し、その功によって伊予国守護に任じられた（1220年頃 - 1235年頃）。
鎌倉時代中期、第8代宇都宮貞綱は元寇の際、鎌倉幕府による討伐軍の総大将として九州に赴き、これに勝利すると鎌倉幕府引付衆に任じられた。貞綱は亡母の13回忌に全国的にも珍しい巨大鉄製塔婆を奉納した（宇都宮市清巌寺蔵：国の重要文化財）と言われている。

### 室町時代

#### 南北朝時代
鎌倉時代末期に河内国で楠木正成らが挙兵すると、第9代宇都宮公綱は討伐軍に参加し、正成から公綱を「坂東一の弓取り」、紀清両党を「戦場で命を捨てることは、塵や芥よりも軽いもの」と宇都宮氏の武勇を高く評された。幕府滅亡後に後醍醐天皇の建武の新政がはじまると雑訴決断所を務める。足利尊氏が鎌倉で新政から離反した後も公綱は南朝方として動いたが、子の10代宇都宮氏綱は足利氏に属した。足利家の内紛から発展した観応の擾乱では尊氏方に就いた氏綱が武功を上げ、尊氏の意向で上野・越後国守護職を務め、北関東及び関東全体での支配的地位を磐石なものとした（薩埵山体制）。ところが、尊氏が死ぬと鎌倉公方であった足利基氏（尊氏の子）は自分の腹心でありながら観応の擾乱では尊氏と敵対した前上野・越後守護職上杉憲顕を強引に関東管領に復帰させた上に、上杉憲顕が上野・越後守護職を氏綱から強引に返還させようとして氏綱がこれを拒むと、基氏は関東管領への反抗を理由に氏綱を追討した。その後、下野守護職の小山義政に氏綱の子11代宇都宮基綱が殺害されると鎌倉公方は宇都宮氏を支援した（小山氏の乱）。庶流から宇都宮氏に入った13代宇都宮持綱が上総国守護職に任じられると、一転して鎌倉公方の警戒を受けて討伐を受けた。こうした鎌倉公方の方針に不満を抱いた宇都宮氏は室町幕府直属の京都扶持衆に加わって鎌倉公方に対して抵抗を続けながら勢力挽回を図った。
なお、宇都宮氏綱・基綱親子が下野国守護に補任されたという説があり、これを支持する新川武紀・磯貝富士男とこれを批判して小山氏の世襲が継続されたとする松本一夫・江田郁夫の論争がある。この論争を抜きとしても小山持政が没して小山氏が衰退した15世紀後半の宇都宮正綱・成綱の時代には宇都宮氏は下野国守護職の地位を獲得したとされている。

#### 室町時代中期
持綱没後宇都宮氏は一門武茂氏を中心とする親室町幕府派と、同じく一門塩谷氏や重臣芳賀氏・益子氏を中心とする親鎌倉府派の二つの派閥による家督を巡る抗争が続いた。その後、塩谷氏出身の宇都宮家綱が鎌倉府から公認により、宇都宮氏の当主として認められた。しかし、永享3年（1431年）に室町幕府と鎌倉府の和睦交渉が行われた際の条件の1つに宇都宮氏の家督問題が取り上げられ、最終的に家督は幕府からの意向により持綱の遺児宇都宮等綱が14代当主として継ぐことになった。しかし、相変わらず宇都宮氏は等綱派と家綱派で2つに分裂しており、この不安定な状態は、結城合戦で家綱が討死するまで続いた。
享徳3年（1454年）に享徳の乱が勃発すると等綱は幕府から足利成氏追討の命を受けた駿河守護の今川範忠の軍勢に呼応し宇都宮勢を挙兵、鎌倉を攻め落とした。しかし、小山氏を頼り、古河に逃れた足利成氏は報復として小山持政、那須資持らによる宇都宮討伐を行い、宇都宮城を包囲した。そんな中、重臣芳賀氏や等綱の嫡男宇都宮明綱が古河府側に寝返ったため、等綱は明綱に家督を譲って出家せざるを得ない状況になり、宇都宮城から追放された。
この頃の小山氏の勢威は関東管領上杉氏に匹敵するほどで、15代宇都宮明綱と16代宇都宮正綱は小山氏当主小山持政の甥の関係であったため、宇都宮領南部や宇都宮領都賀郡を譲渡し、後見を受けることで侵攻されることを免れていた。
宇都宮正綱は塩谷氏、武茂氏といった主要な一門を臣従化させ、戦国期宇都宮家中の原型を作った。

### 戦国時代

#### 宇都宮成綱の登場
戦国時代初期には、第17代当主で、「奇蹟の武人」、「宇都宮氏の中興の祖」と呼ばれ、宇都宮氏の全盛期を築き上げた名将宇都宮成綱が現れた。正綱が陣没したために幼くして家督を相続する。家督相続後、その結果に不満を抱いて叛乱を起こした武茂氏を重臣芳賀高益・芳賀景高の力を借りて鎮圧し、古河公方足利成氏の支援を得て再臣従させる。小山持政が没して混乱している小山氏に対し、幼いながらも成綱はその好機を逃さずすぐさま小山領を攻め込んで勢力版図を拡大。優れた外交手腕を発揮し、古河公方足利成氏の二男で次期関東管領とされている上杉顕実の娘を自らの妻として娶り、さらに娘の瑞雲院を次期古河公方足利高基に嫁がせるなど古河公方家や関東管領上杉家との緊密な関係を築いた。その他にも上那須氏当主那須資親や小田氏当主小田成治から娘を妻として娶り、結城氏当主の結城政朝に自分の娘を嫁がせるなど味方を増やし、北関東での支配的地位を磐石なものとした。家臣団も再編し、有力一門の塩谷氏や武茂氏に兄弟を継がせるなど、宇都宮氏当主を頂点とする戦国期宇都宮家中を形成した。宇都宮氏に臣従した者には名前に「綱」の一字を与え、家臣たちとの結束力を高めようとした。
永正年間に古河公方家の争いが勃発すると、成綱を頼り宇都宮へ逃れてきた娘婿足利高基を庇護し、高基の古河公方擁立を企てた。高基派には上那須氏、小田氏、結城氏といった成綱との関係が深い勢力が多かった。しかし、筆頭重臣芳賀高勝が足利政氏の支持を表明し成綱と対立した。高勝は成綱を失脚させ、成綱の嫡子忠綱を当主に擁立しようとしたため、成綱は敢えてその策に嵌まり、忠綱に家督を譲り、隠居の身となった。成綱は忠綱に後見人として成綱の弟の塩谷孝綱を付け、忠綱が高勝の傀儡になることを防いだ。成綱は1512年に高勝を殺害すると宇都宮錯乱が勃発、2年かけて鎮圧した。その後は1514年に古河公方足利政氏派の佐竹義舜と岩城氏と下那須氏が2万騎以上の連合軍を率いて下野国へ攻め込んで来て、宇都宮の北東である竹林で両軍は衝突。結城政朝、足利高基らの援軍も駆けつけている。この合戦は政氏派と高基派による事実上の決戦であり、当時の北関東最大規模の合戦となった。合戦は宇都宮勢の勝利となった(竹林の戦い)。この合戦の勝利によって足利高基の古河公方就任は名実ともになり、成綱ら高基派による足利高基の古河公方擁立は成し遂げられた。その2年後の1516年に再び佐竹義舜と岩城氏の連合軍が下野国へ侵攻。成綱は病気で動けなかったため忠綱が成綱の名代で出陣し、連合軍に対して圧勝した。この合戦の勝利の背景には、成綱の策により、竹林の戦い後、那須氏を高基派へ引き入れることに成功したからである(縄釣の戦い)。成綱の代で宇都宮氏の勢力は安定化し、全盛期を迎えた。

#### 宇都宮氏の衰退
成綱の死後、嫡男である18代宇都宮忠綱は強硬な家臣団の支配強化などを行ったために家臣の叛乱を招くことになった。その結果、大永の内訌が勃発してしまい、宇都宮氏当主の権威は大きく失墜し、大きく弱体化することとなる。19代宇都宮興綱、20代宇都宮俊綱の頃は宇都宮氏当主は家臣団の傀儡となっていた。武茂氏や松野氏といった一門も佐竹氏に降伏して離反している。21代宇都宮広綱の時代には、父・宇都宮尚綱が喜連川五月女坂の戦いで那須氏に討ち取られると、宿老壬生綱房・壬生綱雄父子に宇都宮城を乗っ取られ、下克上されてしまう。この窮地を重臣芳賀高定が救い、1557年には北条氏康や佐竹義昭らの協力を得て宇都宮城を奪還することに成功している。その後は、上杉謙信や佐竹義重らとともに、古河府足利氏の弱体化に伴って関東に台頭した北条氏と対峙した。広綱は佐竹義昭の娘・南呂院を娶り、佐竹氏との関係を強化した。22代宇都宮国綱は防衛に向かない宇都宮城を家臣へ任せ、激化する北条氏や壬生氏、那須氏、皆川氏の攻撃に耐えられるよう、多気山城を北関東最大規模の山城へと改修し、そこを新たな本拠とした。周囲から攻め込まれながらも宇都宮氏が生き延びることができたのは、篠井金山から得られた利益を背景として、防御のために城や武器を整えることができたからであるという説がある。

### 豊臣政権期以降
天正18年（1590年）豊臣秀吉の小田原城攻撃で小田原征伐で北条氏が失墜し、宇都宮氏は下野国18万石の所領を維持した。国綱は1592年の朝鮮出兵にも参陣し、帰還後は豊臣姓を賜り従五位下に任じられたが、1597年、突然改易され備前国配流となり、1608年に江戸浅草の石浜で失意のうちに病死する。これにより、22代・500年に亘って繁栄した関東の名門・宇都宮氏は歴史の表舞台から去ることとなった。
改易の理由は、太閤検地の為に派遣された浅野長政に石高不正を訴えられたことや、浅野長政の次男・長重と宇都宮家の養子話のこじれがあった等と言われている。その後、関ヶ原の戦いで徳川家康率いる東軍に組するのを国綱が拒んだため、家名再興が認められなかったと言われてきたが、近年発見の史料によって、関ヶ原の戦い直前に国綱が家康に仕えていたことが確認され、また弟の芳賀高武が石田三成の家臣になっていたことも判明した。今日では国綱は東軍に組して関ヶ原の戦いに参戦しようとしたとみられるが、弟の芳賀高武・結城朝勝の働きかけで旧臣の多くが西軍に組して家康の会津征伐の妨害をしてしまったために戦功が認められず、豊臣政権崩壊後も家名の再興は認められなかったと考えられるようになっている。
国綱の子、宇都宮義綱は水戸藩・徳川頼房に仕え、子の宇都宮隆綱は家老に取り立てられた。以降、子孫は江戸時代に水戸藩士、明治維新後に士族となった。
傍系として、常陸国守護小田氏や、三河国の出身で江戸時代には徳川家譜代大名として小田原を治めた大久保氏が祖と仰ぐ武茂氏がいる。

## 宇都宮氏庶流（豊前、筑後、伊予、美濃）
宇都宮庶流としては藤原宗円の次子である中原宗房が豊前国仲津郡城井郷に地頭職として赴任したことが豊前宇都宮氏の始まりといわれる。その子、宇都宮信房は豊前守に任じられて九州豊前国に下り、一時期は築城郡の本城城を拠点として、宇佐、筑城、下毛、仲津、田川など各郡に庶家を配し、その子の宇都宮景房は九州平定の功により、景房の子の宇都宮信景は源頼朝から、幕府評定衆、九州四奉行に任じられ、九州の武士を統括したこともあった。豊前宇都宮氏7代宇都宮冬綱（城井冬綱）が城井氏の祖となる。
また宇都宮庶流としては、筑後国に勢威を張った筑後宇都宮氏が知られる。宇都宮氏第8代（宇都宮朝綱を初代とすれば第6代）当主宇都宮貞綱（元寇の時に討伐軍総大将）とともに九州に同行し、筑後国山門郡大木を拠点とした貞綱の弟である宇都宮泰宗の子孫が直接の始祖である。すなわち、泰宗の子の宇都宮貞泰は、南北朝時代に四国伊予国に勢力を保ち、南朝の懐良親王と共に城井氏の拠点の豊前国仲津に移ったが、北朝方の豊前宇都宮氏に対して、南朝方で肥後国八代に移った宇都宮貞泰の次男の宇都宮貞久が始まりとされる。この貞久の孫の宇都宮久憲が筑後十五城筆頭の宇都宮氏系蒲池氏の祖となったという。
また久憲の甥で、旧知の土地である大木城主だった宇都宮知長は「大木」に改姓したと伝わる。明治時代に政治家として活躍した大木喬任は、大木氏の庶流にあたる（大木家 (伯爵家)参照）。
ただし、近年の研究では、筑後宇都宮氏が蒲池氏に転じたという説は、江戸時代中期に成立した『蒲池物語』に初めて現れる話なので、創作であろうとされる。
また、四国伊予国の伊予宇都宮氏は伊予守に任じられた宇都宮豊房が始祖である。豊房は豊前宇都宮氏7代となった宇都宮冬綱（城井冬綱）の弟であった。ちなみに、冬綱は宇都宮氏第9代当主宇都宮公綱の弟である。豊房には子がなく、宇都宮貞泰の四男の宇都宮宗泰が継ぐ。
近年、その存在が指摘されているのは美濃国を拠点とした美濃宇都宮氏である。同家は美濃守護であった宇都宮氏第6代（宇都宮朝綱を初代とすれば第4代）宇都宮泰綱の子・宇都宮盛綱の子孫と伝えられて、美濃南宮大社の社家である宇都宮氏も同氏の末裔であるとする伝承がある。同氏の詳細な系譜は不明となっているが、足利義尚に仕えた奉公衆の中に美濃国を本拠とする宇都宮親綱・宗綱（後に藤綱と改名）父子が存在したことが知られている。なお、市村高男は奉公衆の美濃宇都宮氏は宇都宮貞泰の兄・宇都宮貞宗の系統であったとする説を採っている。

## 歴代
●宇都宮氏祖
- 藤原宗円（宇都宮氏祖・宇都宮座主）
- 八田宗綱（中原宗綱とも。八田権頭・下総守）

●宇都宮氏（下野国）
- 宇都宮朝綱（藤原朝綱。宗綱の嫡子。八田朝綱とも。宇都宮検校、宇都宮社務職）
- 宇都宮成綱（藤原成綱。左衛門尉）
- 宇都宮頼綱（宇都宮検校、伊予守護）
- 宇都宮泰綱（評定衆、下野守）
- 宇都宮景綱（引付衆、評定衆、下野守、尾張守、検校）
- 宇都宮貞綱（引付衆、検校、左衛門尉、下野守、三河守、備前守）
- 宇都宮公綱（引付衆、左馬権頭、治部大輔、備前権守、宇都宮検校）
- 宇都宮氏綱（下野守護、上野守護、越後守護、下野守、伊予守）
- 宇都宮基綱（下野守護、下野守、左馬頭）
- 宇都宮満綱（下野守）
- 宇都宮持綱（上総守護、肥前守、常陸介、左馬頭）
- 宇都宮等綱（下野守）
- 宇都宮明綱（兵部大輔、下野守）
- 宇都宮正綱（下野守護、下野守、左馬頭）
- 宇都宮成綱（下野守護、下野守、右馬頭）
- 宇都宮忠綱（右馬権頭、下野守）
- 宇都宮興綱（左衛門尉、左衛門督、下野守）
- 宇都宮尚綱（左衛門尉、下野守、右馬頭）
- 宇都宮広綱（下野守）
- 宇都宮国綱（下野守、羽柴国綱）
- 宇都宮義綱（水戸藩士。百人扶持、水戸藩高家）
- 宇都宮隆綱（水戸藩士。下野守、取次役、千石、家老、城代）
- 宇都宮宏綱（水戸藩士。小姓頭、七百石、書院番頭、大番頭、大寄合頭、家老、千石）
- 宇都宮寿綱（水戸藩士。千石、上寄合）
- 宇都宮征綱（水戸藩士。五百石、寄合組、御腰物番、歩行頭、小十人頭、進物番頭、書院番頭、大番頭、大寄合頭、七百石、老中、八百石）

●豊前宇都宮氏（豊前国）
- 中原宗房（八田宗綱の弟）
- 宇都宮信房（大和守）
- 宇都宮景房（壱岐守）
- 宇都宮信景（左衛門尉）
- 宇都宮道房（薩摩守）
- 宇都宮頼房（大和守）
- 宇都宮冬綱（城井冬綱。常陸介）

●筑後宇都宮氏（筑後国）
- 宇都宮泰宗（宇都宮氏第6代宇都宮貞綱の弟、常陸介、常陸守、左衛門尉）
- 宇都宮貞泰（三河守）
- 宇都宮貞久（貞泰の次男。壱岐守。長兄・宇都宮義綱、弟・宇都宮貞邦、宇都宮宗泰）
- 宇都宮懐久（壱岐守）
- 宇都宮久憲（蒲池久憲。三河守、壱岐守）

●伊予宇都宮氏（伊予国）
- 宇都宮豊房（宇都宮冬綱の弟。薩摩守）
- 宇都宮宗泰（宇都宮貞泰の四男。遠江守）
- 宇都宮泰輔（式部左近大輔）
- 宇都宮家綱（左衛門尉）
- 宇都宮安綱（左近大輔、周防守）
- 宇都宮宣綱（左近蔵人）
- 宇都宮清綱（左近大輔）
- 宇都宮豊綱（遠江守）

## 宇都宮氏族
宇都宮氏は大族であり、大小を数えると全国に分布している。しかし地方史も含めて歴史に名前の残る宇都宮氏は、おおよそ次のようなものと思われる。
- 嫡流 宇都宮氏
  - 後裔 下野宇都宮氏
    - 庶家 芳賀氏
    - 庶家 武茂氏
    - 庶家 今泉氏
    - 庶家 松野氏
    - 庶家 多功氏
    - 庶家 横田氏
    - 庶家 今泉氏
    - 庶家 塩谷氏
    - 庶家 笠間氏
    - 庶家 幸岡氏
    - 庶家 秋元氏
    - 庶家 落合氏
    - 庶家 氏家氏
    - 庶家 西方氏
    - 庶家 児山氏
    - 庶家 蒲生氏
    - 庶家 石井氏
    - 庶家 上三川氏
    - 庶家 刑部氏
    - 庶家 簗氏
    - 庶家 桑島氏
    - 庶家 大山田氏

- 庶流 豊前宇都宮氏
  - 後裔 城井氏
    - 庶家 山鹿氏
    - 庶家 麻生氏
    - 庶家 井塚氏
    - 庶家 佐田氏

- 庶流 筑後宇都宮氏
  - 後裔 蒲池氏
    - 庶家 大木氏
    - 庶家 犬塚氏
    - 庶家 今村氏
    - 庶家 諫早宇都宮氏

- 庶流 伊予宇都宮氏

- 庶流 肥前宇都宮氏
- 庶流 肥後宇都宮氏
- 庶流 大隅宇都宮氏

これらの宇都宮氏は、分かれた後も養子や婚姻により同族としての結びつきを見せている。たとえば下野宇都宮氏第6代の宇都宮貞綱の弟の九州に下り、筑後国山門郡大木城を本拠地とした宇都宮泰宗の子で、九州の豊前仲津にいた宇都宮貞泰の長男の宇都宮義綱の子の宇都宮元綱は、豊前宇都宮・城井氏に入り、貞泰の次男の宇都宮貞久の子の宇都宮懐久は、筑後宇都宮・蒲池氏となり、貞泰の四男の宇都宮宗泰は、伊予宇都宮氏を継いでいる。また懐久の弟の宇都宮資綱の子の宇都宮政長は、祖の宇都宮泰宗の大木城を継ぎ筑後宇都宮・大木氏を名のる。
以下は宇都宮氏の傍系。宗円の子の八田宗綱の係累の八田一族の家々であるが、八田宗綱の嫡子の宇都宮朝綱（八田朝綱）を祖とする宗族である宇都宮氏からは分離したともいえる勢力を築いた家である。よって、上記の庶家とは分けて記す。この八田一族からは、主に常陸国・肥前国の小田氏や安芸国の宍戸氏などが輩出する。
- 八田知家
  - 庶流 小田氏
  - 庶流 宍戸氏
  - 庶流 茂木氏

徳川氏の家臣の三河国の大久保氏も宇都宮氏後裔を自称し、大久保系図によると、宇都宮貞綱の弟の宇都宮泰宗（武茂泰宗）の子の宇都宮時景の子の宇都宮泰藤なる人物を祖とするという。孫の道意の時に宇津を名のり、その五代後の宇津忠俊が大久保氏の祖とされる。
『藩翰譜』によると宇都宮泰藤は南朝方で、新田義貞が討たれた時、越前国を落ち三河国大久保に住んだことにはじまるとしたが、江戸期以前の資料にそのような記載はなく三河土着の大久保氏は宇津氏と伝え、結局のところ宇都宮氏とは別とされる。

## 和歌の一族として
5代目の宇都宮頼綱は、同族である藤原定家と親交を深め、宇都宮歌壇を京都歌壇、鎌倉歌壇に比肩するほどの地位に引き上げ、これらを合わせて日本三大歌壇と謂わしめる礎を築いた。『明月記』の嘉禎元年（1235年）閏6月20日の記事には、京都の宇都宮邸の位置が記録されており、現在の四条通りの一筋北の錦小路と新京極の通りのやや西の富小路の交わったあたりであることが判明している。そして藤原定家の京極邸はその北東約1.5ｋｍ弱の二条寺町にあったため、頼綱と定家の関係は親密さを増し、定家の子・藤原為家に頼綱の娘が嫁いだ。2人の間には御子左家嫡流の二条為氏と京極為教が生まれており、為氏が貞応元年（1222年）生まれのため、婚姻の年はそれ以前と考えられる。
寛喜元年（1229年）には、藤原定家と藤原家隆の2人の歌人が、宇都宮大明神（二荒山神社）で神宮寺を作ったときに襖を飾る障子歌として、大和国の名所歌十首を色紙に書いて贈っている。
嘉禎元年（1235年）の夏に、定家は頼綱に依頼されて、京都の西の郊外、嵯峨の中院に頼綱が立てた山荘の障子歌色紙を書いて贈っている。百人一首は、この際に定家に選定してもらった和歌98首をその襖絵として飾ったことに始まるといわれている。
十三代集や宇都宮歌壇の歌集である『新◯和歌集（しんまるわかしゅう）』には頼綱やその子孫の作品が多数収められている。
また、個人の歌集においても、頼綱の弟・塩谷朝業（信生）の『信生法師集』、朝業の子・笠間時朝の『前長門守時朝入京田舎打聞集（さきのながとのかみときともにゅうきょういなかうちぎきしゅう）』、頼綱の孫・宇都宮景綱（蓮瑜）の『沙弥蓮瑜集（しゃみれんゆしゅう）』が残されているほか、横田頼業（頼綱の二男）、八田時家（頼綱の祖父・朝綱の弟・八田知家の子）、武茂泰宗（景綱の三男）が勅撰集などに名を残している。こうした人々を中心に歌会が宇都宮や笠間などで催され、宇都宮歌壇と称される鎌倉に次ぐ地方歌壇の盛況を見せた。
頼綱自身の和歌は、『新○和歌集』に59首が収められているのをはじめ、『新勅撰和歌集』（3首）、『続後撰和歌集』（6首）、『続拾遺和歌集』（6首）、『新後撰和歌集』（6首）などの勅撰和歌集には39首が撰ばれており、重複を除くと約90首ほど現存する。

### 『新◯和歌集』
宇都宮一族の中には、頼綱と定家との親交のように、都の文化人との交流もあり、多くの歌人が生まれた。そうした宇都宮一族の和歌を中心にまとめられたのが『新○和歌集（しんまるわかしゅう）』である。名前の由来は、二荒山神社に伝わる寛文12年（1672年）の写本の奥書に、二条為氏が宇都宮に下向して、その際に編纂された和歌集は元は『新式和歌集』と言ったが、ある事情があって一字が除かれ「新○和歌集」となったと記されている。
『新○和歌集』は藤原定家と頼綱の孫にあたる二条為氏の撰によるとされ、186人の875首が収められています。頼綱の死（正元元年（1259年）11月12日）の直前の正元元年（1259年）9月ごろに完成されたと考えられ、蓮生の59首をはじめ、信生（塩谷朝業）、蓮瑜（宇都宮景綱）などの宇都宮一族に加え、源実朝、定家と為家親子など、京都、鎌倉を代表する歌人が名を連ねており、宇都宮一族の文化レベルの高さや人脈の広さを示している。